# 정예준
정예준(1997년 6월 28일 ~ )은 대한민국의 가수다.

## 방송
- 보컬플레이 2 (2019) - Top50
- 싱어프로젝트 3 (2020) - 9월 우승
- 싱어프로젝트 5 (2021)

## 음반
- 싱어프로젝트 시즌3 (2020)
- 싱어프로젝트 시즌5 (2021)
- 가장 슬픈 노래 (2022)
- 레벨업 닥터최기석 X 정예준 (2022)